# Jane's Addiction
Jane's Addiction byla americká rocková skupina založená v roce 1985 v Los Angeles. Skupinu tvořil kytarista Dave Navarro, bubeník Stephen Perkins, baskytarista Eric Avery a zpěvák Perry Farrell.

## Historie
Skupinu založili Farrell a Avery po rozpadu Farrellovy předchozí kapely Psi Com. Prvním albem kapely bylo živé album Jane's Addiction (1987), které upoutalo pozornost Warner Bros. Records. Jejich první dvě studiová alba, Nothing's Shocking (1988) a Ritual de lo Habitual (1990), se setkala s uznáním a získala si kultovní fanouškovskou základnu. Farrell sám skupinu nazval jako alternativní národ. První rozlučkové turné skupiny v roce 1991 zahájilo první ročník festivalu Lollapalooza.
V roce 1997 se členové skupiny znovu sešli s Fleou z Red Hot Chili Peppers, který nahradil Averyho na jednorázovém turné.
V roce 2001 se uskutečnil druhý reunion skupiny. V kapele se vystřídali dva noví baskytarysté Martyn LeNoble a později Chris Chaney. V roce 2003 vydala skupina své třetí studiové album Strays. Následující rok se opět rozpadla.
V roce 2008 se znovu sešla původní sestava a společně vyrazili na světové turné. Začátkem roku 2010, když začali pracovat na nové hudbě, se baskytarista Avery opět rozhodl kapelu opustit. V roce 2011 vydali čtvrté studiové album The Great Escape Artist. Do skupiny se vrátil byskytarista Chaney. Od té doby s přestávkami koncertují a vystupují.
V roce 2022 se Avery po dvanáctileté pauze znovu vrátil ke skupině. Kvůli dlouhému Covidu byl zpěvák Navarro v letech 2022 a 2023 nahrazen kytaristou Queens of the Stone Age Troyem Vanem Leeuwenem a kytaristou Red Hot Chili Peppers Joshem Klinghofferem. Během reunionového turné v roce 2024 zpěvák Farrell napadl kytaristu Navarra. Zbytek turné byl následně zrušen.
V lednu 2025 Dave Navarro, Eric Avery a Stephen Perkins oznámili, že pracují na nové hudbě bez účasti Farrella, přičemž Navarro později potvrdil, že kapela nebude pokračovat.

## Členové

### Členové
- Eric Avery – basová kytara, akustická kytara (1985–1991, 2008–2010, 2022–2024)
- Dave Navarro – kytara, akustická kytara, klávesy, klavír (1986–1991, 1997, 2001–2004, 2008–2024) (neaktivní při turné 2022–2024)
- Stephen Perkins – bicí, perkuse, ocelový buben (1986–1991, 1997, 2001–2004, 2008–2024)

- Perry Farrell – zpěv, kytara, programování, klávesy, klavír (1985–1991, 1997 2001–2004 2008–2024)
- Chris Brinkman – kytara (1985–1986)
- Matt Chaikin – bicí (1985–1986)
- Flea – basová kytara, trubka (1997)
- Martyn LeNoble – basová kytara (2001–2002)
- Chris Chaney – basová kytara (2002–2004, 2011–2022)
- Duff McKagan – basová kytara (2010)

### Členové na turné
- Troy Van Leeuwen – kytara (2022)
- Daniel Ash – přídavná kytara (2022)[8]
- Josh Klinghoffer – kytara, přídavná kytara (2022, 2023)

## Diskografie

### Studiová alba
- 1988: Nothing's Shocking
- 1990: Ritual de lo Habitual
- 2003: Strays
- 2011: The Great Escape Artist